# Franjeapen
De franjeapen of colobusapen (Colobini) is een geslachtengroep van Afrikaanse primaten uit de familie apen van de Oude Wereld (Cercopithecidae). De naam "colobus" komt van het Griekse "kolobos", wat "stompje" betekent en slaat op rudimentaire duim van de apen.

## Kenmerken
Franjeapen zijn vrij grote apen met een lang lichaam, lange ledematen en een lange staart. De kop is vrij klein en vierkant. De duim is afwezig of slechts een tuberkel, soms met een rudimentaire nagel, een aanpassing aan het leven in bomen. De andere vingers zijn lang en vormen samen een smalle, gekromde hoek, waardoor de dieren gemakkelijk tijdens het springen een tak kunnen vastgrijpen. Een duim zou hierbij in de weg zitten en makkelijk gewond kunnen raken. De gezichtshuid is zwart van kleur. De vachtkleur is afhankelijk van het geslacht: soorten behorende tot het geslacht Colobus hebben een zwart-witte vacht, die uit het geslacht Piliocolobus hebben een bruinige tot rode vacht en de groene franjeaap (Procolobus verus) is olijfbruin van kleur. Ze worden 43 tot 72 centimeter lang, met een 52 tot 100 centimeter lange staart. Ze wegen 2,9 tot 14,5 kilo.

## Leefwijze
Ze leven voornamelijk in kleine tot middelgrote groepen, bestaande uit één, soms meerdere mannetjes en meerdere vrouwtjes met hun jongen. Tussen de dieren bestaat geen sterke hiërarchie. Mannetjes vormen vaak een harem waarin ze geen andere volwassen mannetjes dulden. Uit onderzoek door Amerikaanse biologen bleek, dat mannetjes agressiever worden en zich meer richten op seks, indien zij relatief veel bladeren van de Milettia dura-boom eten. Oorzaak is het hoge gehalte aan fyto-oestrogenen, waardoor de mannetjes meer cortisol en oestradiol aanmaken; deze hormonen veroorzaken verandering in hun gedrag.
Franjeapen eten voornamelijk bladeren, aangevuld met onrijpe vruchten, zaden, zaaddozen en bloemen. Om de bladeren te kunnen verteren hebben de franjeapen een complexe maag, bestaande uit drie à vier kamers. 

## Bedreiging
Veel soorten worden bedreigd, en één ondersoort, Miss Waldrons rode franjeaap (Piliocolobus badius waldronae) is in 2000 uitgestorven. In de negentiende eeuw werden franjeapen vooral bejaagd voor de pels, tegenwoordig vormt de jacht voor bushmeat en de boskap de grootste bedreigingen.

## Verspreiding
Franjeapen komen voor van Rwanda, Senegal en Gambia tot Ethiopië, zuidwaarts tot Noord-Angola, Noord-Zambia en Tanzania. Ook op de eilanden Bioko en Zanzibar komen ze voor. Het zijn boombewonende dagdieren, die voornamelijk voorkomen in dichte wouden als regenwouden. Ze leven voornamelijk in de middelste en bovenste boomlagen, en bewegen zich voort met grote sprongen.

## Taxonomie
De franjeapen zijn de enige Afrikaanse slankapen. Tegenwoordig leven er drieëntwintig soorten in drie geslachten. 
- Geslachtengroep: Colobini (Franjeapen of colobusapen) (23 soorten)
  - Geslacht: Colobus (Zwart-witte franjeapen) (5 soorten)
    - Soort: Colobus angolensis (Zuidelijke franjeaap of Angolese franjeaap)
    - Soort: Colobus guereza (Oostelijke franjeaap, oostelijke colobus, guereza of gewone guereza)
    - Soort: Colobus polykomos (West-Afrikaanse franjeaap)
    - Soort: Colobus satanas (Zwarte franjeaap)
    -  Soort: Colobus vellerosus (Witbaardfranjeaap)

  - Geslacht: Piliocolobus (Rode franjeapen) (17 soorten)
    - Soort: Piliocolobus badius (West-Afrikaanse rode franjeaap)
    - Soort: Piliocolobus bouvieri (Bouviers rode franjeaap) tot uitgestorven gewaand, maar in 2015 door de Vlaamse bioloog Lieven Devreese voor het eerst op foto vastgelegd.[2]
    - Soort: Piliocolobus epieni
    - Soort: Piliocolobus foai
    - Soort: Piliocolobus gordonorum (Udzungwa-franjeaap)
    - Soort: Piliocolobus kirkii (Zanzibarfranjeaap of Kirks rode franjeaap)
    - Soort: Piliocolobus langi
    - Soort: Piliocolobus lulindicus
    - Soort: Piliocolobus oustaleti
    - Soort: Piliocolobus parmentieri
    - Soort: Piliocolobus pennantii
    - Soort: Piliocolobus preussi
    - Soort: Piliocolobus rufomitratus
    - Soort: Piliocolobus semlikiensis
    - Soort: Piliocolobus tephrosceles (Oegandese rode franjeaap)
    - Soort: Piliocolobus tholloni (Roodkroonfranjeaap)
    -  Soort: Piliocolobus waldroni (Mogelijk uitgestorven)

  -  Geslacht: Procolobus (Groene franjeapen) (1 soort)
    -  Soort: Procolobus verus (Groene franjeaap)